# Vlatko Lozanoski
Vlatko Lozanoski - Lozano (macedoneană: Влатко Лозаноски -Лозано, n. 27 iunie 1985, Kičevo)  este un cântăreț maacedonean. El, împreună cu Esma Redžepova vor reprezenta Macedonia la Concursul Muzical Eurovision 2013 cu piesa „Imperija"

## Carieră
Prima sa apariție în public a avut loc într-un show de talente Mak Dzvezdi (Septembrie 2007 - Mai 2008). O lună mai târziu va primi marele premiu la primul festiva Macedonian de radio care se numea Starry Night (macedoneană: Ѕвездена Ноќ).Prima sa piesă se numește Vrati Me. Al treilea single se numește Obicen Bez Tebe. În octombrie 2008 lansează al treilea single numit Vremeto Da Zastane, care va primi premiul de debut din partea juriului la un festival de muzică macedoneană.
În 2009 s-a înscris la selecția națională macedoneană pentru Concursul Muzical Eurovision 2009 cu piesa Blisku Do Mene, clasându-se al patrulea în finală.
În iulie 2009 a participat la un festival Pjesme Mediterana în Budva, Muntenegru. În iulie 2009 a participat la alt festival în Belarus câștigând premiul al doilea.
În februarie 2010 a înscris o nouă piesă în selecția națională pentru Concursul Muzical Eurovision 2010.S-a clasat al patrulea în finală.
Pe 28 Decembrie a fost anunțat faptul că Lozano va reprezenta Macedonia la Concursul Muzical Eurovision 2013, alături de Esma Redžepova.Melodia numindu-se Imperija.

## Discografie

### Albume
- Lozano (2010)
- Preku sedum morinja (2012)